# Romeny-sur-Marne
 Romeny-sur-Marne  là một xã ở tỉnh Aisne, vùng Hauts-de-France thuộc miền bắc nước Pháp.